# Birgit Thüring
Birgit Thüring, född 17 januari 1912 i Stjälkens torp, Grängesberg, död 9 augusti 1984 i Visby, var en svensk bibliotekarie och flygare.

## Biografi
Birgit Thüring var dotter till bergsingenjören Vilhelm Torsten Fahlman och Iris Augusta Helga Bergstedt Efter att familjen flyttat runt på olika platser i Dalarna flyttade man till Stockholm där hon avlade studentexamen vid Lyceum för flickor. Hon studerade därefter matematik vid Stockholms högskola. Efter studierna arbetade hon som bibliotekarie vid Vetenskapsakademins bibliotek i Frescati.
Tillsammans med sin man började hon ta flyglektioner 1938. Efter att hon avlagt certifikatproven köpte hon tillsammans med sin man en Puss Moth (SE-AFH) 1939 som de gemensamt flög Europa runt med före andra världskrigets utbrott, där den totala flygsträckan blev 9 000 kilometer. Vid återkomsten började hon flyga uppdragsflyg för Björkvallaflyg i Stockholmstrakten. Under ett flyguppdrag för försvaret 1 april 1940 havererade hon med en Bücker Jungmann (SE-AHZ) i samband med landning vid Roma på Gotland, där orsaken var att en vajer som bar skidorna på landstället brustit. Hon fortsatte samtidigt sin flygutbildning med utbildning i mörkerflygning och blev den första kvinnan i Sverige med trafikflygcertifikat av andra klass 1946.
Thüring flyttade till Gotland 1941 och startade där tillsammans med sin man företaget Avia 1942. Under krigsåren flög hon målbogsering och målgångsflyg på Gotland för Svenska försvaret med en Percival Vega Gull (SE-ALA). Efter kriget när uppdragen för försvaret minskade blev det postflyg och taxiflyg till fastlandet samt rundtursflygningar över Visby med bland annat en Republic RC-3 Seabee (SE-AXO). När sedan försvaret åter utökade sin verksamhet återgick hon till uppdragsflyg  med bland annat Saab 17 1951–1968 och från 1963 även Douglas Skyraider. Hon var dessutom utbildad flyglärare och genomförde flygutbildning i det egna företaget och som lärare vid Gotlands flygklubb. Under 1968 sålde de sitt företag som slogs ihop med Salair senare namnändrades företaget till Skyways.
Birgit Thüring blev den första kvinna som tilldelades Aftonbladets medalj för berömlig flygargärning 1968.

### Familj
Birgit Thüring var från 1935 gift med Nils Thüring. Hon var syster till läkaren Sven Fahlman, och kusin till dykaren Gösta Fahlman.
Makarna Thüring är begravda på Norra kyrkogården i Visby.

### Flygplanstyper flugna av Thüring
- Puss Moth
- Percival Vega Gull
- Bücker Jungmann
- Arado 96
- Airspeed Envoy
- Republic RC-3 Seabee
- Super Cup
- Piper Apache
- Saab 17
- Douglas Skyraider